# Gaius Fabricius Tuscus
Gaius Fabricius Tuscus (vollständige Namensform Gaius Fabricius Gai filius Aniensis Tuscus) war ein um Christi Geburt lebender Angehöriger des römischen Ritterstandes (Eques). Durch eine Inschrift, die auf 17 n. Chr. datiert wird, sind einzelne Stationen seiner Laufbahn bekannt.
Tuscus war zunächst Duovir und Augur. Im Anschluss folgte seine militärische Laufbahn, die aus den für einen Angehörigen des Ritterstandes üblichen Tres militiae bestand. Zunächst übernahm er als Präfekt die Leitung der Cohors Apula, die im Osten des römischen Reiches stationiert war. Anschließend war er für die Aufsicht der öffentlichen Bauten zuständig, die auf Befehl des Augustus durchgeführt wurden (operum quae in colonia iussu Augusti facta sunt).
Danach wurde er für acht Jahre Tribunus militum in der Legio III Cyrenaica, die in Ägypten stationiert war. Im Anschluss wurde er nach Rom berufen, um als Tribun an einer Rekrutierung von römischen Bürgern teilzunehmen, die durch Augustus und Tiberius angeordnet wurde (tribuno dilectus ingenuorum quem Romae habuit Augustus et Tiberius Caesar).
Er war danach für vier Jahre Praefectus fabrum. Den Abschluss seiner militärischen Karriere bildete sein Kommando als Präfekt der Ala praetoria, das er ebenfalls für vier Jahre ausübte. Mit seiner Einheit nahm Tuscus wahrscheinlich auch an den verschiedenen Feldzügen des Germanicus in Germanien teil, da er von Germanicus zwei militärische Auszeichnungen erhielt (donatus est a Germanico Caesare Imperatore bello Germanico): eine Hasta pura und eine Corona aurea.
Die Familie des Tuscus stammte aus Italien. Er war in der Tribus Aniensis eingeschrieben und war daher vermutlich Bürger von Alexandria Troas, wo auch seine Inschrift gefunden wurde.

## Truppenaushebung
Laut Ségolène Demougin und Werner Eck dürfte die Truppenaushebung in Folge des Pannonischen Aufstands in den Jahren 6 bis 7 n. Chr. durchgeführt worden sein. Laut Valerie A. Maxfield handelt es sich wahrscheinlich um die Truppenaushebung im Jahr 9 n. Chr. in Folge der Varusschlacht, von der Cassius Dio (Buch LVI, 23) berichtet.